# Liolaemus sitesi
Liolaemus sitesi — вид ігуаноподібних ящірок родини Liolaemidae. Ендемік Аргентини.

## Поширення і екологія
Liolaemus sitesi мешкають у вулканічних горах Аука-Мауїда, на території депаратаментів Аньєло і Пеуенчес в провінції Неукен. Вони живуть в степах Патагонії. Зустрічаються на висоті від 1332 до 1935 м над рівнем моря. Живляться комахами, відкладають яйця.